# L'Est Républicain
L'Est Républicain es un diario regional francés con sede en Nancy, Francia.

## Historia
L'Est Républicain fue establecido el 5 de mayo de 1889, día de la inauguración de la Exposición Universal de París de 1889, por Léon Goulette, un republicano francés. El periódico se fundó sobre la base del anti- Boulangisme. Fue cerrado en 1941 cuando Francia estaba bajo la ocupación alemana durante la Segunda Guerra Mundial. La producción se reanudó en 1946. El periódico tiene su sede en Nancy y tiene su mercado principal en las regiones de Lorena y Franche-Comté.
El Est Républicain tiene una postura conservadora. El periódico pertenece a la Societe du Journal l'Est Republicain SA, que también es propietaria de los periódicos La Liberté de l'Est y Les Dernières Nouvelles d'Alsace, entre otros. El editor de L'Est Républicain es Est Bourgogne Rhône Alpes.
El 23 de septiembre de 2006, L'Est Républicain publicó un informe sobre la posible muerte de Osama bin Laden.
La tirada del diario fue de 180 000 ejemplares en 2009.